# Tim Station
Tim Station er en dansk jernbanestation i stationsbyen Tim i det nordlige Vestjylland.
Tim Station ligger nord for Ringkøbing og Hee i Vestjylland på jernbanestrækningen Esbjerg – Struer.